# 判官统治
判官统治（希伯來語：‎）出现在《士师记》记载时期的古代以色列，是希腊语κριτής（法官）和ἄρχω（统治）的结合，现在的意义已扩大到法官的统治，以及索马里传统的法官统治和伊斯兰法庭联盟。